# End to End Monitoring
End to End Monitoring (E2E Monitoring) bedeutet die zyklische Überwachung der Performance geschäftskritischer Anwendungen aus Sicht der Nutzer, die mit den Anwendungen arbeiten. Damit zielt End to End Monitoring auf Qualitätssicherung von IT-Services aus der Nutzerperspektive ab.

## Konzept
Das Konzept beruht auf der Prämisse, dass eine Qualitätsabnahme einer Anwendung erst am Ort der Nutzung erfolgen kann – und sich nicht in einer Qualitätskontrolle der Einzelkomponenten der IT-Service-Kette wie z. B. Datenbank, Netzwerk, Webserver etc. erschöpft. Denn auch wenn diese Einzelkomponenten isoliert keine Fehlermeldung erzeugen, ist eine effektive Arbeit mit der Anwendung häufig nicht möglich, da das reibungsfreie Zusammenspiel der einzelnen Elemente nicht gewährleistet ist.
End to End Monitoring-Lösungen simulieren typisches Nutzerverhalten (active monitoring bzw. synthetic monitoring) oder zeichnen Tätigkeiten echter Nutzer auf (passive monitoring bzw. real user monitoring). Gleichzeitig werden an definierten Messpunkten objektive Daten zu Verfügbarkeit und Antwortzeiten einzelner Applikationstransaktionen erhoben. Eine geeignete Programmierschnittstelle zur Antwortzeit-Messung bietet der Application Response Measurement Standard.
So wird beispielsweise gemessen, wie lange es dauert, bis ein definierter Content nach Öffnen eines Webbrowsers angezeigt wird, oder wie lange es dauert, bis eine E-Mail nach Klicken des Send-Buttons tatsächlich versendet wird.
Mittels End to End Monitoring gewinnen Unternehmen valide Daten zur Performance der Applikationen, die die unternehmensinternen Geschäftsabläufe maßgeblich stützen. Es ist damit ein wesentliches Element des IT-Service-Managements bzw. Business Service Managements.

## Anwendung
Verbreitete Anwendung erfährt diese Monitoringtechnologie in IT-Netzwerken großer Unternehmen und Konzerne, aber auch bei kommunalen Rechenzentren. Hier wird ein Netzwerk von mehreren tausend Endanwendern durch ein oder zwei zentrale Rechenzentren mit Büroapplikationen wie SAP, Mailprogrammen, Webanwendungen usw. versorgt.
Bei großen, international aufgestellten Unternehmen sind die Endanwender oft auf zehn bis mehrere hundert Standorte global verteilt. Die Herausforderung für die IT-Abteilungen der Unternehmen (ob intern oder extern) beruht darin, dass die Endanwender (Mitarbeiter des Unternehmens) an allen Standorten mit hinreichender Performance (Verfügbarkeit und Antwortzeit) der neuralgischen Applikationen versorgt werden, damit der Arbeitsfluss nicht gebremst wird, und damit dem Unternehmen keine Umsatzausfälle entstehen.

## Vorteile und Möglichkeiten
- Proaktive Störfallvermeidung Die kontinuierliche Qualitätsprüfung in regelmäßigen Intervallen ermöglicht das vorausschauende Identifizieren entstehender Schwachstellen und Systemengpässe (Bottlenecks). Werden kritische Schwellwerte erreicht, setzt eine automatische Alarmierung zuständige Experten über solche drohenden Leistungseinschränkungen oder gar Ausfälle der überwachten Services in Kenntnis. Idealerweise können dann proaktive Gegenmaßnahmen eingeleitet werden, noch bevor die Endanwender betroffen sind. Dauerhaft verfügbare und leistungsstarke IT Services erhöhen die Anwenderzufriedenheit und -produktivität.

- Service Level Monitoring Ein Abgleich der per End to End Monitoring erhobenen objektiven Daten zur Performance der IT Services mit den in Service Level Objectives definierten Kennzahlen gibt Aufschluss über die Einhaltung oder Verletzung vertraglich vereinbarter Service-Level-Agreements. So unterstützt End to End Monitoring IT Service Provider bei der Vermeidung von SLA-Verletzungen und daraus resultierenden Vertragsstrafen. Servicekunden dient End to End Monitoring als Instrument zur Qualitätssicherung, das die Leistungen von Outsourcern oder Serviceprovidern validiert.